# Henri Antoine de Clermont
Pour les articles homonymes, voir Clermont-Tonnerre.
Henri Antoine de Clermont (1540-1573 à La Rochelle), vicomte de Tallard, duc de Clermont (1571), puis duc de Tonnerre (1572) est un militaire français du XVIe siècle.

## Biographie

### Origines
Henri de Clermont est un membre de la Maison de Clermont-Tonnerre, l'une des plus grandes familles nobles du royaume de France, remontant au XIe siècle pour Clermont en Dauphiné et au Xe siècle pour Tonnerre. Il est le fils d'Antoine III de Clermont (1498-1578) et de Françoise de Poitiers, sœur puînée de la duchesse de Valentinois, Diane de Poitiers.

### Carrière militaire
Henri de Clermont est gentilhomme de la chambre du roi et chambellan du roi. 
Lieutenant général  du Bourbonnais et d'Auvergne, il est fait duc de Clermont et pair de France par le roi Charles IX, le 1er mai 1571. Son père ne voulant se dessaisir de son comté de Clermont, le duché fut reporté sur Tonnerre, mais Henri meurt avant l'enregistrement de son titre par le parlement. Il porta la cornette blanche du futur Henri III, alors duc d'Anjou.
Il participa au siège de Poitiers en 1569 et meurt à celui de La  Rochelle en 1573.

## Famille et descendance
Il épouse le 17 mai 1570 sa petite-cousine, Diane de La Marck, veuve de Jacques de Clèves duc de Nevers, fille de Robert de La Marck, duc de Bouillon et de Françoise de Brézé fille de Diane de Poitiers. Ils ont un fils, Charles-Henri de Clermont-Tonnerre (1571-1640).